# Piosenki o miłości (album Hanny Skarżanki)
Piosenki o miłości - debiutancki i jedyny album studyjny Hanny Skarżanki wydany w 1958 roku w formie 10-calowej płyty gramofonowej przez Polskie Nagrania i Pronit. 

## Lista utworów
Strona a:
1. Que sera, sera (Ray Evans, Jerry Livingstone - Sławomir Szof)
2. Człowiek, którego kocham (George Gershwin - Marian Hemar)
3. Uliczka w Barcelonie (Alberto Laporte, Otelo Gasparini - Julian Tuwim)
4. Ktoś gra walczyka (Jerzy Abratowski - Bronisław Brok)

Strona b:
1. Nie wierzę piosence (Władysław Szpilman - Bronisław Brok)
2. Kolczyk i ostroga (Jerzy Wasowski - Jerzy Kierst)
3. Szafirowa romanza (Jerzy Abratowski - Konstanty Ildefons Gałczyński)

## Charakterystyka albumu
Album Piosenki o miłości zawiera utwory w wykonaniu Hanny Skarżanki nagrane w 1958 roku w studiu Polskich Nagrań w Warszawie. Cztery piosenki z albumu ukazały się w formie singli w postaci dwóch płyt szelakowych wydanych w tym samym roku. Na całej płycie artystce akompaniuje Zespół Muzyczny Jerzego Abratowskiego i Jerzego Wasowskiego.

## Single poprzedzające album (płyty szelakowe)
- [1958] Muza 3284 - Nie wierzę piosence / Uliczka w Barcelonie[4]
- [1958] Muza 3285 / Pronit 3285 - Que sera, sera / Ktoś gra walczyka[5]

## Muzycy
- Hanna Skarżanka - śpiew
- Zespół Muzyczny Jerzego Abratowskiego i Jerzego Wasowskiego - akompaniament